# Чемпионат Северной, Центральной Америки и Карибского бассейна по волейболу среди младших юниоров
Чемпионаты Северной, Центральной Америки и Карибского бассейна по волейболу среди младших юниорских команд — соревнования для волейбольных сборных младших юношей и девушек стран Северной, Центральной Америки и Карибского бассейна, проводимые под эгидой NORCECA.
Проходят с 2023 года среди юношей и девушек. Установленная периодичность — один раз в два года по нечётным годам. Участвуют спортсмены возрастом до 16 лет. 

## Мужские соревнования
Призёры
| Год  | Место проведения               | 1-е место   | 2-е место | 3-е место |
| ---- | ------------------------------ | ----------- | --------- | --------- |
| 2023 | Поса-Рика-де-Идальго (Мексика) | Пуэрто-Рико | Мексика   | Куба      |

## Женские соревнования
Призёры
| Год  | Место проведения        | 1-е место | 2-е место   | 3-е место |
| ---- | ----------------------- | --------- | ----------- | --------- |
| 2023 | Тегусигальпа (Гондурас) | Мексика   | Пуэрто-Рико | Канада    |